# Renault Kadjar
O Renault Kadjar é um crossover de porte médio com sete lugares, apresentado em 2015 no Salão Internacional do Automóvel de Genebra. O Kadjar utiliza a mesma plataforma do Nissan Qashqai. Na Europa o veículo conta com versões 4x2 e 4x4.

## Kadjar em Portugal
Em Portugal, devido a uma lei das portagens que indica que um veículo com uma altura superior a 1,10 metros desde a ponta do pneu do eixo frontal até ao respectivo ponto vertical do capot é classificado como Classe 2 (tem maiores custos nos pórticos). Como no mercado dos SUV's a classe das portagens é sempre um importante factor a ter em conta (normalmente os SUV's com Classe 2 vendem muito menos), a marca optou por atrasar as vendas do modelo em Portugal, até que fosse desenvolvida uma solução no Kadjar para este ser classificado com Classe 1.

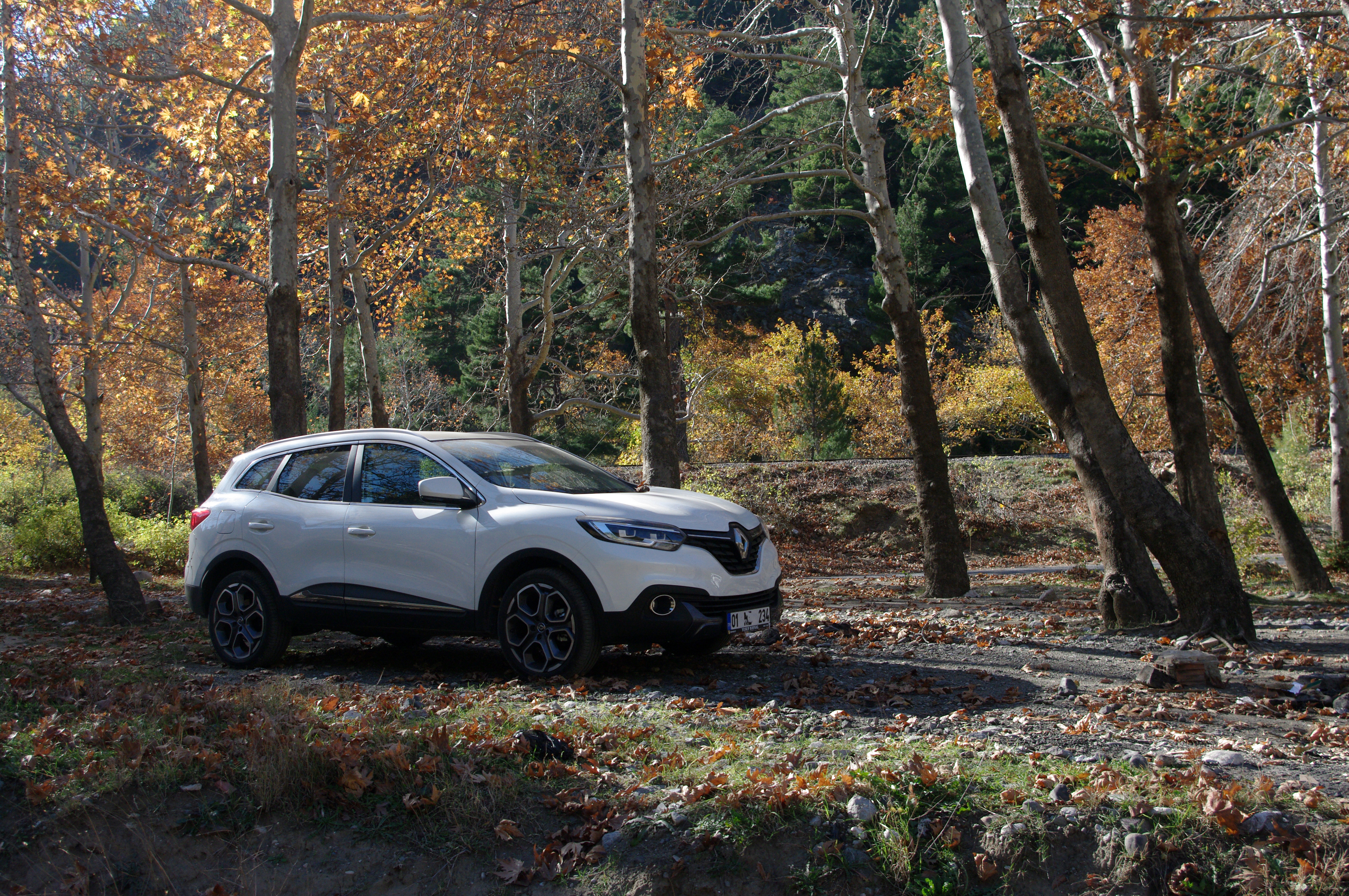
Renault Kadjar 4x4

A solução que a Renault decidiu adotar não foi rebaixar o carro, mas sim aproveitar uma "lacuna" na lei que indica que um veículo, mesmo que seja classificado como Classe 2 devido à sua altura da ponta do pneu do eixo frontal até ao respectivo ponto vertical do capot pode pagar Classe 1 se tiver um peso bruto superior a 2300 kg, não tiver tracção às 4 rodas, e o dono usar o serviço da Via Verde. Assim sendo, a marca aumentou o peso bruto do Kadjar para 2300 kg, e as versões 4x4 do Kadjar não estarão em Portugal. Ao proprietário, cabe apenas usar a Via Verde para ter Classe 1 no Kadjar.
O modelo foi lançado em 2015 nos mercados Europeus, mas em Portugal só irão chegar as primeiras encomendas em Dezembro de 2016.

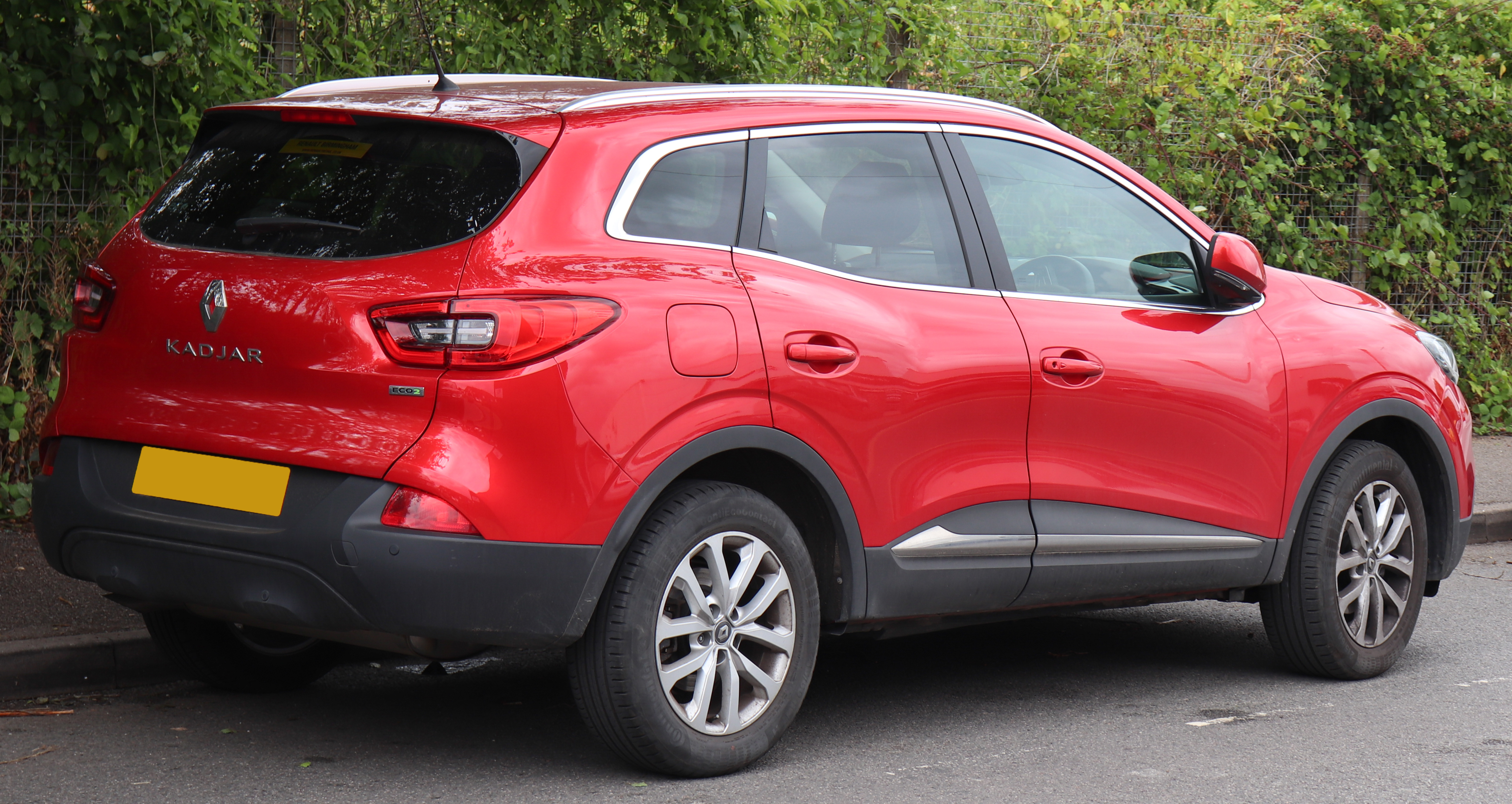
Traseira do Renault Kadjar